# Förbundsdagsvalet i Tyskland 2009
Förbundsdagsvalet 2009 var ett val som ägde rum den 27 september 2009 för att välja ledamöter till Förbundsdagen, Tysklands federala parlament. Preliminära valresultat visade att Kristdemokratiska unionen (CDU), dess bayerska systerparti, Kristlig-sociala unionen (CSU) och Fria demokratiska partiet (FDP) vunnit valet, och de tre partierna tillkännagav sin avsikt att bilda en ny mitten-höger-regering med Angela Merkel som förbundskansler. Deras huvudmotståndare, Frank-Walter Steinmeiers socialdemokratiska parti (SPD), erkände sig besegrat.  Kristdemokraterna hade tidigare regerat i koalition med FDP i de flesta av Konrad Adenauers och Ludwig Erhards regeringar 1949–1966 och Helmut Kohls regering 1982–1998.

## Valkampanjen
Alltsedan 2005 års val hade kansler Angela Merkel (CDU) regerat i en  stor koalition med SPD. Dock var det hennes uttalade mål att vinna ett flertal för CDU/CSU och FDP (CDU/CSU:s traditionella koalitionspartner) 2009.
Utrikesministern och vicekanslern Frank-Walter Steinmeier (SPD) utsågs formellt till sitt partis kanslerkandidat på en partikongress den 18 oktober 2008. Han siktade på att bilda en regering där SPD skulle vara det starkaste partiet, men som även uteslöt Vänstern.
Valrörelsen ansågs vara särdeles tråkig, vilket kan tyda på avsaknad av karisma hos CDU:s och SPD:s partiledare. Något annat som pekats ut som orsak till den stillsamma valrörelsen var att såväl CDU som SPD försvarade sin stora koalition, emedan det var möjligt att de skulle behöva fortsätta samarbeta i den stora koalition under fredliga former. Merkel var nöjd med den nedtonade kampanjstilen, vilken av många ansågs gynna hennes parti på grund av hennes höga opinionssiffror.
En av valkampanjens lättsammare tilldragelser var när CDU-kandidaten Vera Lengsfeld publicerade en valaffisch som framställde henne och Merkel på ett sätt som framhävde deras dekolletage. På affischen stod det ”Vi har mer att erbjuda” (tyska: ”Wir haben mehr zu bieten”).
Det federala valet var det sista och viktigaste valet i vad som kallats ett Superwahljahr (supervalår) i Tyskland. Förutom förbundsdagsvalet var också valet till Europaparlamentet den 7 juni, sju lokala val samma dag, fem delstatsval och ytterligare ett lokalval i augusti och september och valet av förbundspresident av Förbundsförsamlingen den 23 maj.

## Opinionsundersökningar
| Institut                | Datum      | CDU/CSU | SPD    | GRÜNE  | FDP    | DIE LINKE | Övriga |
| ----------------------- | ---------- | ------- | ------ | ------ | ------ | --------- | ------ |
| Forsa                   | 2009-09-25 | 33 %    | 25 %   | 10 %   | 14 %   | 12 %      | 6 %    |
| INFO GmbH               | 2009-09-23 | 34 %    | 27 %   | 10 %   | 12 %   | 12 %      | 5 %    |
| Forsa                   | 2009-09-23 | 35 %    | 26 %   | 11 %   | 13 %   | 10 %      | 5 %    |
| Allensbach              | 2009-09-22 | 35 %    | 24 %   | 11 %   | 13,5 % | 11,5 %    | 5 %    |
| Forschungsgruppe Wahlen | 2009-09-18 | 36 %    | 25 %   | 10 %   | 13 %   | 11 %      | 5 %    |
| GMS                     | 2009-09-18 | 36 %    | 25 %   | 11 %   | 13 %   | 11 %      | 4 %    |
| Infratest dimap         | 2009-09-17 | 35 %    | 26 %   | 10 %   | 14 %   | 11 %      | 4 %    |
| Forsa                   | 2009-09-16 | 37 %    | 24 %   | 11 %   | 12 %   | 10 %      | 6 %    |
| Forsa                   | 2009-09-11 | 36 %    | 23 %   | 11 %   | 14 %   | 11 %      | 5 %    |
| Infratest dimap         | 2009-09-10 | 35 %    | 23 %   | 12 %   | 14 %   | 12 %      | 4 %    |
| Allensbach              | 2009-09-09 | 35 %    | 22,5 % | 13 %   | 13 %   | 11,5 %    | 5 %    |
| Forschungsgruppe Wahlen | 2009-09-04 | 37 %    | 23 %   | 11 %   | 15 %   | 10 %      | 4 %    |
| Emnid                   | 2009-09-03 | 34 %    | 26 %   | 11 %   | 14 %   | 11 %      | 4 %    |
| INFO GmbH               | 2009-09-02 | 35 %    | 23 %   | 12 %   | 14 %   | 11 %      | 4 %    |
| Allensbach              | 2009-09-01 | 35,5 %  | 23 %   | 13,5 % | 14 %   | 9,5 %     | 4,5 %  |
| GMS                     | 2009-08-24 | 37 %    | 23 %   | 13 %   | 13 %   | 9 %       | 5 %    |

## Utfall

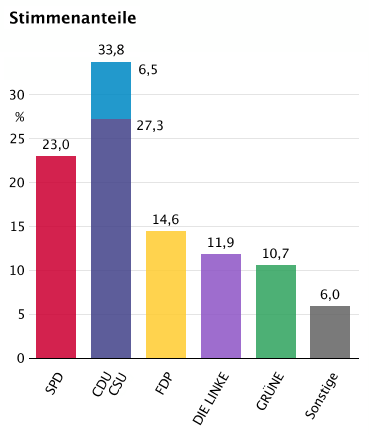
Partirösternas fördelning – andel av samtliga avlagda röster

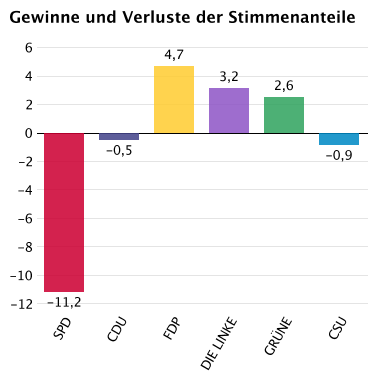
Förändringar i partiröstfördelningen jämfört med föregående val

Mandatens fördelning

Kristdemokratiska unionen (CDU), Bayerns kristlig-sociala union (CSU) och  Fria demokratiska partiet (FDP) kunde bilda en mitten-höger-regering med CDU:s Angela Merkel kvar på kanslerposten och FDP-ledaren, Guido Westerwelle, som ny utrikesminister och vicekansler.
CDU/CSU erhöll en något mindre andel av rösterna jämfört med föregående val, och bayerska CSU fick sitt sämsta valresultat på årtionden. På det hela taget var CDU/CSU:s andel av rösterna det lägsta på 60 år. Deras koalitionspartner par préference, det liberala FDP, ökade däremot nästan med fem procentenheter till 14,6 procent av rösterna, det bästa resultatet i partiets historia. Valets stora förlorare var SPD som fick sitt sämsta resultat någonsin i ett federalt val, ynka 23 procent av de sammanlagda partirösterna, och hade det största procentbortfall som något parti haft i Tysklands förbundsdagsval på 60 år. De båda övriga förbundsdagspartierna, Vänstern och de Gröna, ökade markant och fick de högsta röstandelarna i partiernas respektive historier. För första gången vann Vänstern valkretsmandat utanför partiets traditionella fäste i östra Berlin. Som ett resultat av SPD:s förluster och FDP:s ökning, fick alliansen mellan CDU/CSU och FDP absolut majoritet av mandaten, vilket säkerställde att Angela Merkel kunde fortsätta som förbundskansler.
Ifall CDU/CSU och FDP hade misslyckats att vinna flertalet av platserna, hade möjliga alternativa koalitioner inbegripit en fortsättning på den stora koalitionen mellan CDU/CSU och SPD. En ”trafikljuskoalition” (SPD–FDP–Gröna) hade FDP-ledaren Guido Westerwelle uttryckligen uteslutit.

### Slutgiltigt samlat resultat

Valdeltagande

Personröstmajoritet i valkretsarna

Personröstmajoritet i valkretsarna och de direktvalda kandidaternas försprång

Största partiets partiröstmajoritet och partiröstandel valkretsvis

|                                                | Partiröster     | Partiröster     | Direktmandat1 | Direktmandat1           | Mandat per delstatslista | Mandat sammanlagt |
| Parti                                          | Röster          | Andel (%)       | Sammanlagt    | varav överhängs- mandat | Mandat per delstatslista | Mandat sammanlagt |
| ---------------------------------------------- | --------------- | --------------- | ------------- | ----------------------- | ------------------------ | ----------------- |
| CDU                                            | 11.828.277      | 27,3            | 173           | 21                      | 21                       | 194               |
| SPD                                            | 9.990.488       | 23,0            | 64            | -                       | 82                       | 146               |
| FDP                                            | 6.316.080       | 14,6            | -             | -                       | 93                       | 93                |
| DIE LINKE                                      | 5.155.933       | 11,9            | 16            | -                       | 60                       | 76                |
| GRÜNE                                          | 4.643.272       | 10,7            | 1             | -                       | 67                       | 68                |
| CSU                                            | 2.830.238       | 6,5             | 45            | 3                       | -                        | 45                |
| PIRATEN                                        | 847.870         | 2,0             |               |                         |                          |                   |
| NPD                                            | 635.525         | 1,5             |               |                         |                          |                   |
| Tierschutzpartei                               | 230.872         | 0,5             |               |                         |                          |                   |
| REP                                            | 193.396         | 0,4             |               |                         |                          |                   |
| ödp                                            | 132.249         | 0,3             |               |                         |                          |                   |
| Familie                                        | 120.718         | 0,3             |               |                         |                          |                   |
| RRP                                            | 100.605         | 0,2             |               |                         |                          |                   |
| RENTNER                                        | 56.399          | 0,1             |               |                         |                          |                   |
| BP                                             | 48.311          | 0,1             |               |                         |                          |                   |
| DVU                                            | 45.752          | 0,1             |               |                         |                          |                   |
| PBC                                            | 40.370          | < 0,1           |               |                         |                          |                   |
| BüSo                                           | 38.706          | < 0,1           |               |                         |                          |                   |
| DIE VIOLETTEN                                  | 31.957          | < 0,1           |               |                         |                          |                   |
| MLPD                                           | 29.261          | < 0,1           |               |                         |                          |                   |
| Volksabstimmung                                | 23.015          | < 0,1           |               |                         |                          |                   |
| FWD                                            | 11.243          | < 0,1           |               |                         |                          |                   |
| CM                                             | 6.826           | < 0,1           |               |                         |                          |                   |
| ZENTRUM                                        | 6.087           | < 0,1           |               |                         |                          |                   |
| PSG                                            | 2.957           | < 0,1           |               |                         |                          |                   |
| ADM                                            | 2.889           | < 0,1           |               |                         |                          |                   |
| DKP                                            | 1.894           | < 0,1           |               |                         |                          |                   |
| Röstberättigade                                | 62.168.489      | 100,0           |               |                         |                          |                   |
| Antal röstande                                 | 44.005.575      | 70,78           |               |                         |                          |                   |
| varav giltiga röster                           | 43.371.190      | 98,56           |               |                         |                          |                   |
| Mandat tillhopa                                | Mandat tillhopa | Mandat tillhopa | 299           | 24                      | 323                      | 622               |
| Källa: Bundeswahlleiter (federal valmyndighet) |                 |                 |               |                         |                          |                   |

1 Uppnådda direktmandat. Enligt det sammanställda officiella slutresultatet var 24 av dem överhängsmandat (samtliga för CDU/CSU), vilka fördelar sig på delstaterna enligt följande:
- 1 i Schleswig-Holstein (CDU)
- 1 i Thüringen (CDU)
- 1 i Saarland (CDU)
- 2 i Mecklenburg-Vorpommern (CDU)
- 2 i Rheinland-Pfalz (CDU)
- 4 i Sachsen (CDU)
- 10 i Baden-Württemberg (CDU)
- 3 i Bayern (CSU)

### Resultat delstatsvis
| Delstat                | CDU/CSU (%) | SPD (%) | FDP (%) | Vänstern (%) | Gröna (%) | övriga (%) |
| ---------------------- | ----------- | ------- | ------- | ------------ | --------- | ---------- |
| Baden-Württemberg      | 34,5        | 19,3    | 18,8    | 7,2          | 13,9      | 6,3        |
| Bayern                 | 42,6        | 16,8    | 14,7    | 6,5          | 10,8      | 8,6        |
| Berlin                 | 22,8        | 20,2    | 11,5    | 20,2         | 17,4      | 7,9        |
| Brandenburg            | 23,6        | 25,1    | 9,3     | 28,5         | 6,1       | 7,4        |
| Bremen                 | 23.9        | 30.3    | 10.6    | 14.2         | 15.4      | 5.6        |
| Hamburg                | 27,9        | 27,4    | 13,2    | 11,2         | 15,6      | 4,7        |
| Hessen                 | 32,2        | 25,6    | 16,6    | 8,5          | 12,0      | 5,1        |
| Mecklenburg-Vorpommern | 33,2        | 16,6    | 9,8     | 29,0         | 5,5       | 5,9        |
| Niedersachsen          | 33,2        | 29,3    | 13,3    | 8,6          | 10,7      | 4,9        |
| Nordrhein-Westfalen    | 33,1        | 28,5    | 14,9    | 8,4          | 10,1      | 5,0        |
| Rheinland-Pfalz        | 35,0        | 23,8    | 16,6    | 9,4          | 9,7       | 5,5        |
| Saarland               | 30,7        | 24,7    | 11,9    | 21,2         | 6,8       | 4,7        |
| Sachsen                | 35,6        | 14,6    | 13,3    | 24,5         | 6,7       | 5,3        |
| Sachsen-Anhalt         | 30,1        | 16,9    | 10,3    | 32,4         | 5,1       | 5,2        |
| Schleswig-Holstein     | 32,2        | 26,8    | 16,3    | 7,9          | 12,7      | 4,1        |
| Thüringen              | 31,2        | 17,6    | 9,8     | 28,8         | 6,0       | 6,6        |

Källa: Bundeswahlleiter

### Noer
1. ↑  ”Der Wahltermin für die Bundestagswahl 2009”. Der Bundeswahlleiter. Arkiverad från originalet den 22 december 2008. https://web.archive.org/web/20081222033457/http://www.bundeswahlleiter.de/de/bundestagswahlen/BTW_BUND_09/. Läst 5 januari 2009.
2. ↑  Published: 5:42PM BST 27 Sep 2009. ”Merkel's rival concedes defeat in German election”. Telegraph. http://www.telegraph.co.uk/news/worldnews/europe/germany/6237210/Merkels-rival-concedes-defeat-in-German-election.html. Läst 28 september 2009.
3. ↑  ”Frank-Walter Steinmeier zum SPD-Kanzlerkandidaten gewählt”. Sozialdemokratische Partei Deutschlands. 18 oktober 2008. Arkiverad från originalet den 19 november 2008. https://web.archive.org/web/20081119100322/http://www.spd.de/menu/1759371/.
4. ↑  ”Apathy in Germany: Record Low Voter Turnout Expected in National Election”. Der Spiegel. 25 september 2009. http://www.spiegel.de/international/germany/0,1518,651614,00.html. Läst 27 september 2009.
5. ↑  ”'Merkel factor' could decide German vote”. BBC News. 17 september 2009. http://news.bbc.co.uk/2/hi/europe/8256413.stm. Läst 27 september 2009.
6. ↑  ”The left in the German elections”. Socialist Worker Online. 25 september 2009. http://socialistworker.org/2009/09/25/left-german-elections. Läst 27 september 2009.
7. ↑  ”German election a yawner for voters”. Los Angeles Times. 27 september 2009. http://www.latimes.com/news/nationworld/world/la-fg-germany-election27-2009sep27,0,6021371.story?track=rss. Läst 27 september 2009.
8. ↑  ”German Politician Uses Merkel's Cleavage to Woo Voters”. 11 augusti 2009. http://www.spiegel.de/international/germany/0,1518,641787,00.html. Läst 28 september 2009.
9. 1 2 3 4 5 6 7 8 9 10 11 12 13  http://www.wahlrecht.de/umfragen/index.htm
10. 1 2  http://www.wahlrecht.de/umfragen/weitere-umfragen.htm
11. ↑  Allensbach-Umfrage: Vorsprung für Schwarz-Gelb schrumpft. FAZ.NET, 9. September 2009
12. ↑  ”Merkel’s FDP Coalition Partner Approves Four-Year Policy Plan”. Arkiverad från originalet den 21 mars 2010. https://web.archive.org/web/20100321154128/http://www.bloomberg.com/apps/news?pid=20601087.
13. ↑  ”Boost for the FDP: The German Election's Biggest Winner”. Der Spiegel Online. 28 september 2009. http://www.spiegel.de/international/germany/0,1518,651688,00.html. Läst 28 september 2009.
14. ↑  The Economist, 28 September 2009
15. ↑  Spiegel Interview With FDP Leader Westerwelle, 18 August 2009
16. 1 2  Jan Lewenhagen (24 september 2009). ”Minoritet kan bli majoritet”. Dagens Nyheter. http://www.dn.se/nyheter/varlden/minoritet-kan-bli-majoritet-1.960466. Läst 30 oktober 2009.
17. ↑  Endgültiges amtliches Ergebnis der Bundestagswahl 2009 Arkiverad 11 oktober 2009 hämtat från the Wayback Machine. – Übersicht beim [undeswahlleiter
18. ↑  Pressemitteilung zum endgültigen amtlichen Ergebnis der Bundestagswahl 2009 Arkiverad 18 oktober 2009 hämtat från the Wayback Machine. – Prozentuale Übersicht beim Bundeswahlleiter
19. ↑  Vorläufiges Ergebnis der Bundestagswahl 2009 in den Ländern Arkiverad 27 september 2009 hämtat från the Wayback Machine.